# リエゾン
リエゾン（仏: liaison）とは、フランス語における（外）連声の一種で、語を単独では読む場合には発音されない語末の子音字が、直後に母音が続く場合に発音される現象を言う。リエゾンはしばしば連音とも訳されるが、「連音」という用語はリエゾン以外の音現象をも指すことがありうるので注意を要する。

## 概要
現代フランス語は母音の連続を嫌う傾向があり、それを避けるために多くの音変化がある。具体的にいえば、アンシェヌマン、エリジオン、口調上の s や t の挿入があるが、リエゾンもまたその一つである。
例えば、代名詞 mes は、単独では語末の子音字は発音せず、「メ」と読む。直後に子音で始まる語が続く場合も、mes mains （メ・マン）といった具合に、語末の子音字は黙字であり、発音されない。しかし直後に母音で始まる語が続く場合、黙字であった子音字 s を発音することで、母音同士の衝突を避ける。例えば mes amis なら、「メ・アミ」ではなく「メ・ザミ」となる。これをもう一度整理してみると、下記の通りである。
- mes mains [me.mɛ̃] メマン　（私の両手）
- mes amis [me.z‿a.mi] メザミ　（私の友人たち）

### つづりと発音
リエゾンで発音される子音字とその発音の関係は以下の通りである。
- -c → /k/ ： croc-en-jambe ＝ [kʁɔ.k‿ ɑ̃.ʒɑ̃b] （慣用句においてのみ）
- -d → /t/ ： grand homme ＝ [gʁɑ̃.t‿ ɔm]
- -g → /k/ ： sang impur ＝ [sɑ̃.k‿ ɛ̃.pyʁ] （古い発音。慣用句においてのみ用いる。現代の発音では[sɑ̃.g‿ ɛ̃.pyʁ] となる）
- -p → /p/ ： trop aimable ＝ [tʁo.p‿ ɛ.mabl]
- -r → /ʁ/ ： premier enfant ＝ [pʁə.mjɛ.ʁ‿ ɑ̃.fɑ̃]
- -s → /z/ ： les euros ＝ [le.z‿ ø.ʁo]
- -t → /t/ ： pot-au-feu ＝ [po.t‿ o.fø]
- -x → /z/ ： mieux être ＝ [mjø.z‿ ɛ.tʁ]
- -z → /z/ ： riz au curry ＝ [ri.z‿ o.kyʁi] （語末の子音字がzで終わる名詞の中には gaz [gɑz] のように単独でも z を発音する場合あり。そういった名詞が後続する語の語頭母音と連音した場合はアンシェヌマンとなる）

### リエゾンが起こる位置
リエゾンが起こる位置・頻度は、発話者、地域方言、発話する場などによって、一定ではない。一般にリエゾンが多いと格調高く聞こえるため、文学の朗読や、公式の場でのスピーチでは頻度が高いといわれる。一方、くだけた日常会話では、頻度が低くなる。また、とくに慣用句や合成語に関しては地方差がある場合がある。ただし、すべてのリエゾンが任意なわけではなく、必ず起こる箇所と、起きない箇所がある。
次の場合は、必ずリエゾンが起こる。
1. 人称代名詞の後に動詞が続くとき、その間において。（代名詞でない場合は起きない）
2. 限定詞または形容詞の後に名詞が続くとき、その間において。（語順が逆の場合は起きない）
3. 疑問文などにおいて、倒置で動詞の後に代名詞が続くとき、その間において。
4. 前置詞の後に冠詞または代名詞が続くとき、その間において。（前置詞が2音節以上の場合は起きない）

次の場合は、リエゾンが起きない。
1. 接続詞 "et" に続く語との間において。
2. 代名詞以外の名詞に動詞が続くとき、その間において。
3. 単数名詞に形容詞が続く場合、その間において。（「accent aigu」アクサン・テギュのような例外あり）
4. uhlan, ululer およびその派生語、huit や huitième, onze や onzième とその直前の発音されない子音。（ただし例外もある）

### リエゾンとアンシェヌマンの違い
先行する語の語末子音と後続する語の語頭母音がくっついて1音節を作る点は同じであるが、先行語を単独で発音する場合に、語末の子音字を発音しないのがリエゾン、発音するのがアンシェヌマンである。
- リエゾン　vous aimez（ヴゼメ）に対し、vous 単独なら「ヴ」。sは発音されない。
- アンシェヌマン　il a（イラ）に対し、il 単独なら「イル」。lは発音される。

## 他言語における同種の現象
厳密に言えば、リエゾンとはフランス語の現象のみを指す。しかし、母音の連続を避けるために口調上の子音を挿入することは、フランス語以外でも決して珍しいものではない。語学学習においては（特に朝鮮語）、理解の簡便化のためにこれを「リエゾン」と呼ぶことがある。

### 英語
イギリス英語のような非R音性方言の英語における「リンキング・アール」と呼ばれる現象は、ほとんどリエゾンと同じである。一般にイギリスでは、語末の r は発音されないが、次に母音で始まる語が続く場合、黙字であった /r/が発音される。
- there was [ðɛəwɔz] （…があった【単数・過去】）
- there is [ðɛərɪz] （…がある【単数・現在】）
- there are [ðɛərɑː] （…がある【複数・現在】）

また、英語の不定冠詞は、直後の語が子音で始まるか母音で始まるかによって、「a」と「an」が使い分けられる。詳細は英語の冠詞#不定冠詞を参照。

### 朝鮮語
朝鮮語において、1つめの単語が子音で終わり、2つめの単語が母音 /i/ あるいは半母音 /j/ で始まる場合に、2つめの単語の頭に/n/音、もしくは/l/音が現れる現象は、しばしば「リエゾン」と呼ばれる。フランス語の場合とは異なり、「リエゾン」の際に現れる/n/音、/l/音は表記に反映されない（なおここでは便宜的に、分かち書きのない複合語も独立した2単語の連続と同等とみなす）。
- 옆 [jɔp̚] （横）
- 코 옆 [kʰojɔp̚] （鼻の横）

- 잎 [ip̚] （葉）
- 새잎 [sɛip̚] （若葉）

- 역 [jɔk̚] （駅）
- 대구역 [tɛgujɔk̚] （大邱駅）

- 사람 옆 [saramnjɔp̚] （人の横）

- 뽕 잎 [ʔpoŋnip̚] （桑の葉）

- 부산역 [pusannjɔk̚] （釜山駅）

1つめの単語が阻害音で終わる場合、阻害音が鼻音化する。
- 입 [ip̚] （口）
- 입 옆 [imnjɔp̚] （口の横）

- 꽃 [ʔkot̚] （花）
- 꽃잎 [ʔkonnip̚] （花びら）

- 태백 [tʰɛbɛk̚] （太白）
- 태백역 [tʰɛbɛŋnjɔk̚] （太白駅）

1つめの単語が/l/で終わる場合には、2つめの単語の頭に/l/音が現れる。
- 길 옆 [killjɔp̚] （道端）

- 풀 잎 [pʰullip̚] （草の葉）

- 서울역 [sɔulljɔk̚] （ソウル駅）

朝鮮語におけるその他の連音現象については朝鮮語の音韻#音素の交替を参照

### イタリア語
イタリア語には D eufonica、すなわち前置詞 a、接続詞 e、o に、母音（特に先行する語と同じ母音）で始まる語が続く場合に、母音の連続を避けるため、それぞれの語が ad、ed、od となる現象がある。
- a Maria （マリアに）
- ad Anna （アンナに）
- uomo e donna （男と女）
- Adamo ed Eva （アダムとイブ）・・・フランス語 et がリエゾン不可なのと対照的。

フランス語などの場合とは異なり、発音の変化に応じて表記も変わる。

### 日本語
古代日本語にも、母音の連続を絶つための子音 s の存在が指摘されている。春雨 /harusame/、荒稲 /arasine/ などがその例である。しかし、もともと「アメ」は「サメ」、「イネ」は「シネ」といった具合に s があったが、やがて脱落していったという説もあり、仮説の域を出ていない。
また、反応 /haNnoː/、三位 /saNmi/ といった連声は、共時的には子音挿入に見えるが、通時的にはむしろアンシェヌマンに近い現象である。